# Celleporina tiara
Celleporina tiara är en mossdjursart som först beskrevs av William MacGillivray 1887.  Celleporina tiara ingår i släktet Celleporina och familjen Celleporidae. Inga underarter finns listade i Catalogue of Life.